# Marie Renard

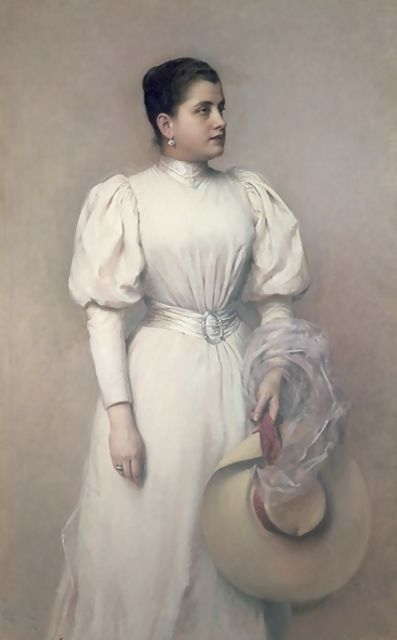
Marie Renard (etwa 1890)

Marie Therese Renard, eigentlich Marie Pölzl, (* 8. Januar 1864 in Graz, Kaisertum Österreich; † 19. Oktober 1939 in Graz, Deutsches Reich) war eine österreichische Opernsängerin der Stimmlagen (Alt/Mezzosopran).

## Leben
Marie Renard erhielt ihren ersten Unterricht bei dem Gesangsmeister Anton Prelinger und der Schauspielerin Louise Weinlich-Tipka. Sie debütierte 1882 am Grazer Stadttheater mit der Partie der Azucena im Trovatore. Dort sah sie Direktor Eduard Kreibig und engagierte sie 1883 für das Deutsche Theater in Prag. Am 20. Juli desselben Jahres war sie dort bereits in der Rolle der Nancy zu sehen. Ihre Verhandlungen für ein längeres Engagement zogen sich hin und erst als der Impresario Eugenio Merelli sie ebenfalls unter Vertrag nehmen wollte, wurde Renard von 1882 bis 1885 in Prag verpflichtet. Im September 1885 absolvierte sie mit sensationellem Erfolg ein Gastspiel am Hoftheater Berlin und wurde dort mit Wirkung vom 1. Januar 1886 Ensemble-Mitglied.

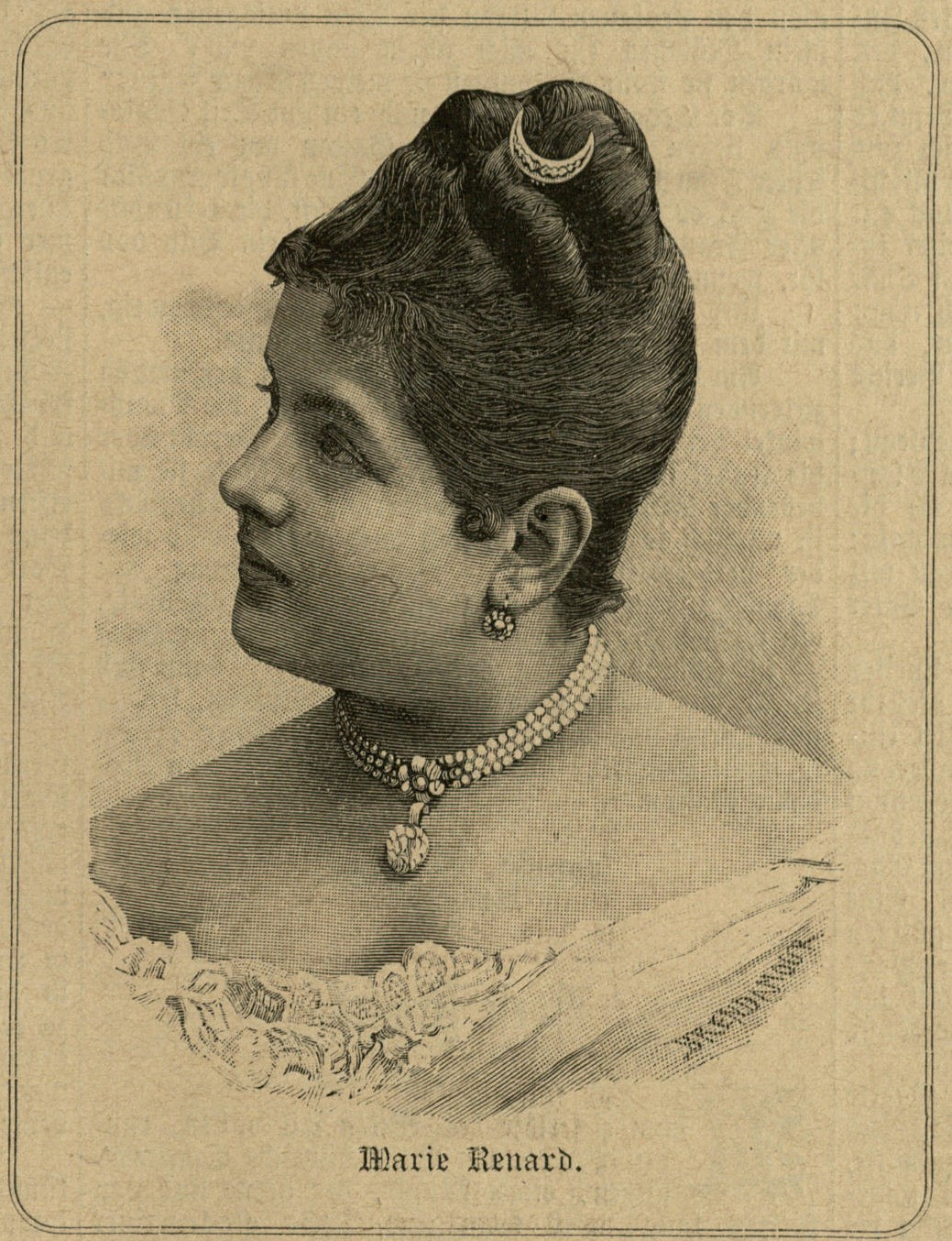
Marie Renard (1890)

Ab dieser Zeit sang Renard meistenteils Mezzosopran. In Berlin arbeitete sie weiter an ihrer Stimme und nahm Privatstunden bei Rosa de Ruda. Ende September 1888 verabschiedete sie sich mit der Titelrolle aus Bizets Carmen von ihrem Berliner Publikum und wechselte ans Hoftheater nach Wien. Dort sang sie die Partie der Carmen bereits am 6. Oktober desselben Jahres. Ihre größten Erfolge erzielte Renard mit ihrer Interpretation von Massenets Manon (erstmals am 18. November 1890) und mit der Charlotte (Werther, erstmals in der Welturaufführung am 16. Februar 1892).
Auf Wunsch des kaiserlichen Hofes wurde Renard mit Wirkung vom 12. Mai 1896 zur kaiserlichen Kammersängerin ernannt. Am 29. Januar 1900 gab sie ihre offizielle Abschiedsvorstellung am Hofoperntheater. Am 18. Mai 1901 heiratete sie in Budapest Graf Rudolf Kinsky (1856–1921), der sich ihretwegen hatte scheiden lassen.

## Zitat
Der Musikkritiker Eduard Hanslick schrieb anlässlich der Aufführung von Das Glöcklein des Eremiten in der Neue freien Presse: 

„Die Seele der Vorstellung war Renard, erst seit einigen Wochen Mitglied des Operntheaters und bereits ein erklärter Liebling des Publikums. Dieses hat mit raschem Instinkt erkannt, daß in der reizenden jungen Steiermärkerin etwas noch Seltenes steckte: eine ausgesprochenen Individualität und ein echtes ursprüngliches Talent!“

## Rollen (Auswahl)
- Carmen – Carmen (Georges Bizet)
- Nancy – Martha (Friedrich von Flotow)
- Marie – La fille du régiment (Gaetano Donizetti)
- Baronin Freimann – Der Wildschütz (Albert Lortzing)
- Marie – Der Waffenschmied (Albert Lortzing)
- Zerlina – Don Giovanni (Wolfgang Amadeus Mozart)
- Cherubin – Le nozze di Figaro (Wolfgang Amadeus Mozart)
- Katharina – Der Widerspenstigen Zähmung (Hermann Goetz)
- Henriette – Maurer und Schlosser (Daniel-François-Esprit Auber)
- Ännchen – Der Freischütz (Carl Maria von Weber)
- Rose – Das Glöcklein des Eremiten (Aimé Maillart)
- Manon – Manon (Jules Massenet)
- Charlotte – Werther (Jules Massenet)
- Marianka – Der Kuß (Bedřich Smetana)
- Tatjana – Eugen Onegin (Pjotr Iljitsch Tschaikowsky)
- Hänsel – Hänsel und Gretel (Engelbert Humperdinck)
- Dot – Heimchen am Herd (Karl Goldmark)
- Donna Diana – Donna Diana (Emil Nikolaus von Reznicek)
- Musette – La Bohème (Giacomo Puccini)
- Rotkäppchen – La petit chaperon rouge (François-Adrien Boieldieu)
- König – Spitzentuch der Königin (Johann Strauss (Sohn))
- Rosalinde – Die Fledermaus (Johan Strauss (Sohn))